# تازة كند بروتش
تازة كند بروتش هي قرية في مقاطعة ميانة، إيران. عدد سكان هذه القرية هو 88 في سنة 2006.